# Vârtoape
Vârtoape es una comuna ubicada en el distrito de Teleorman, Rumania.

## Superficie
Posee una superficie de 54,82 kilómetros cuadrados.

## Demografía
Hasta 2021 la población era de 2711 habitantes, con una densidad de población de 49,45 habitantes por kilómetro cuadrado.